# Death of a Bachelor
Death of a Bachelor es el quinto álbum de estudio de la banda estadounidense de pop rock Panic! at the Disco, lanzado 15 de enero de 2016 mediante DCD2 y Fueled by Ramen. Es el sucesor del cuarto álbum de estudio de la banda, Too Weird to Live, Too Rare to Die! (2013), siendo todo el álbum compuesto, escrito y grabado por el vocalista y multiinstrumentista Brendon Urie. Es el primer álbum de la banda que no cuenta con el baterista Spencer Smith y también sigue la salida del bajista Dallon Weekes de la alineación oficial, posteriormente, se convirtió en un miembro de gira una vez más.

## Composición
Antes de la salida oficial de Spencer Smith, Urie comenzó a trabajar en nuevo material, lo que podría ser un álbum en solitario o un álbum de Panic! at the Disco. En una entrevista con Entertainment Tonight, Urie declaró que Death of a Bachelor se inspiró líricamente por su esposa Sarah Urie y su estilo de vida, que dice: «Todo este álbum fue escrito en mi casa donde ella y yo vivimos y refleja en gran medida el estilo de vida que estaba viviendo [mientras lo escribía], que es tan diferente de la que yo solía ser». El álbum fue producido principalmente por Jake Sinclair y Urie. En una entrevista con Alt 98,7 a mediados de 2015, tuvo que decir sobre el álbum: «Va a ser un poco diferente, es esta mezcla entre Sinatra y Queen, si eso tiene algún sentido ... Cada vez que hacemos un nuevo álbum, para mí, está siempre evolucionando y cambiando en la mejor manera. No va a ser un nuevo directo de energía».

## Lista de canciones
| N.º   | Título                               | Duración |  |
| 1.    | «Victorious»                         | 2:58     |  |
| 2.    | «Don't Threaten Me With a Good Time» | 3:33     |  |
| 3.    | «Hallelujah»                         | 3:00     |  |
| 4.    | «Emperor's New Clothes»              | 2:38     |  |
| 5.    | «Death of a Bachelor»                | 3:23     |  |
| 6.    | «Crazy=Genius»                       | 3:18     |  |
| 7.    | «LA Devotee»                         | 3:16     |  |
| 8.    | «Golden Days»                        | 4:14     |  |
| 9.    | «The Good, The Bad and the Dirty»    | 2:51     |  |
| 10.   | «House of Memories»                  | 3:28     |  |
| 11.   | «Impossible Year»                    | 3:22     |  |
| 36:06 |                                      |          |  |